# カンピオナート・ロンドニエンセ
カンピオナート・ロンドニエンセ (Campeonato Rondoniense) は、ブラジル・ロンドニア州のサッカーリーグである。ロンドニア州サッカー連盟 (Federação de Futebol do Estado de Rondônia, FFER) が主催する。日本ではロンドニア州選手権の名称で紹介されることが多い。1945年から1990年まではアマチュアの大会で、1991年にプロ化した。

## 大会方式
2016年シーズン
- ファーストステージ - 8チームによる1回総当たりのリーグ戦を行う。上位2チームがファイナルステージへ進む。
- ファイナルステージ - ファーストステージを勝ち上がった2チームがホーム・アンド・アウェーの2試合で勝敗を決する。

※ブラジルのほかの州選手権と同様に、大会方式は毎年変わり得る。

## 参加クラブ
2017年シーズン セリエA
- アリケメス（ポルトガル語版）
- バルセロナ
- ジェヌス（ポルトガル語版）
- グアジャラー（ポルトガル語版）
- ジ＝パラナ
- レアル・アリケメス（ポルトガル語版）
- ロンドニエンセ（ポルトガル語版）
- ウニオン・カコアレンセ（ポルトガル語版）
- ヴィリェーナ（ポルトガル語版）

## 歴代優勝クラブ

### アマチュア
- 1945 イピランガ
- 1946 フェロヴィアリオ
- 1947 フェロヴィアリオ
- 1948 フェロヴィアリオ
- 1949 フェロヴィアリオ
- 1950 フェロヴィアリオ
- 1951 フェロヴィアリオ
- 1952 フェロヴィアリオ
- 1953 イピランガ
- 1954 モト・クルーベ

- 1955 フェロヴィアリオ
- 1956 フラメンゴ
- 1957 フェロヴィアリオ
- 1958 フェロヴィアリオ
- 1959 イピランガ
- 1960 フラメンゴ
- 1961 フラメンゴ
- 1962 フラメンゴ
- 1963 フェロヴィアリオ
- 1964 イピランガ

- 1965 フラメンゴ
- 1966 フラメンゴ
- 1967 フラメンゴ
- 1968 モト・クルーベ
- 1969 モト・クルーベ
- 1970 フェロヴィアリオ
- 1971 モト・クルーベ
- 1972 モト・クルーベ
- 1973 サン・ドミンゴス
- 1974 ボタフォゴ

- 1975 モト・クルーベ
- 1976 モト・クルーベ
- 1977 モト・クルーベ
- 1978 フェロヴィアリオ
- 1979 フェロヴィアリオ
- 1980 モト・クルーベ
- 1981 モト・クルーベ
- 1982 フラメンゴ
- 1983 フラメンゴ
- 1984 イピランガ

- 1985 フラメンゴ
- 1986 フェロヴィアリオ
- 1987 フェロヴィアリオ
- 1988 不開催
- 1989 フェロヴィアリオ
- 1990 不開催

### プロ
- 1991 ジ＝パラナ
- 1992 ジ＝パラナ
- 1993 アリケメス
- 1994 アリケメス
- 1995 ジ＝パラナ
- 1996 ジ＝パラナ
- 1997 ジ＝パラナ
- 1998 ジ＝パラナ
- 1999 ジ＝パラナ
- 2000 グアジャラー

- 2001 ジ＝パラナ
- 2002 CFA
- 2003 ウニオン・カコアレンセ
- 2004 ウニオン・カコアレンセ
- 2005 ヴィリェーナ
- 2006 ウルブラ・ジ＝パラナ
- 2007 ウルブラ・ジ＝パラナ
- 2008 ウルブラ・ジ＝パラナ
- 2009 ヴィリェーナ
- 2010 ヴィリェーナ

- 2011 エスピゴン
- 2012 ジ＝パラナ
- 2013 ヴィリェーナ
- 2014 ヴィリェーナ
- 2015 ジェヌス
- 2016 ロンドニエンセ

## クラブ別優勝回数
() 内はアマチュアでの優勝年
| クラブ                 | 優勝回数 | 優勝回数 | 優勝回数 | 優勝年 |
| クラブ                 | アマ     | プロ     | 合計     | 優勝年 |
| ---------------------- | -------- | -------- | -------- | --- |
| フェロヴィアリオ       | 17       | 0        | 17       | (1946), (1947), (1948), (1949), (1950), (1951), (1952), (1955), (1957), (1958), (1963), (1970), (1978), (1979), (1986), (1987), (1989) |
| モト・クルーベ         | 10       | 0        | 10       | (1954), (1968), (1969), (1971), (1972), (1975), (1976), (1977), (1980), (1981)                                                         |
| フラメンゴ             | 10       | 0        | 10       | (1956), (1960), (1961), (1962), (1965), (1966), (1967), (1982), (1983), (1985)                                                         |
| ジ＝パラナ             | 0        | 9        | 9        | 1991, 1992, 1995, 1996, 1997, 1998, 1999, 2001, 2012                                                                                   |
| イピランガ             | 5        | 0        | 5        | (1945), (1953), (1959), (1964), (1984)                                                                                                 |
| ヴィリェーナ           | 0        | 5        | 5        | 2005, 2009, 2010, 2013, 2014 |
| ウルブラ・ジ＝パラナ   | 0        | 3        | 3        | 2006, 2007, 2008 |
| アリケメス             | 0        | 2        | 2        | 1993, 1994 |
| ウニオン・カコアレンセ | 0        | 2        | 2        | 2003, 2004 |
| サン・ドミンゴス       | 1        | 0        | 1        | (1973) |
| ボタフォゴ             | 1        | 0        | 1        | (1974) |
| グアジャラー           | 0        | 1        | 1        | 2000 |
| CFA                    | 0        | 1        | 1        | 2002 |
| エスピゴン             | 0        | 1        | 1        | 2011 |
| ジェヌス               | 0        | 1        | 1        | 2015 |
| ロンドニエンセ         | 0        | 1        | 1        | 2016 |